# قطعنامه ۲۱۳۹ شورای امنیت
قطعنامه ۲۱۳۹ شورای امنیت سازمان ملل متحد سندی بین‌المللی دربارهٔ دسترسی به کمک‌های انسان‌دوستانه در سوریه است. این قطعنامه طی نشست شورای امنیت سازمان ملل متحد در تاریخ ۲۲ فوریه ۲۰۱۴ میلادی با ۱۵ رأی موافق، صفر رأی مخالف و ممتنع به تصویب رسید.